# Міхал Анемподистов

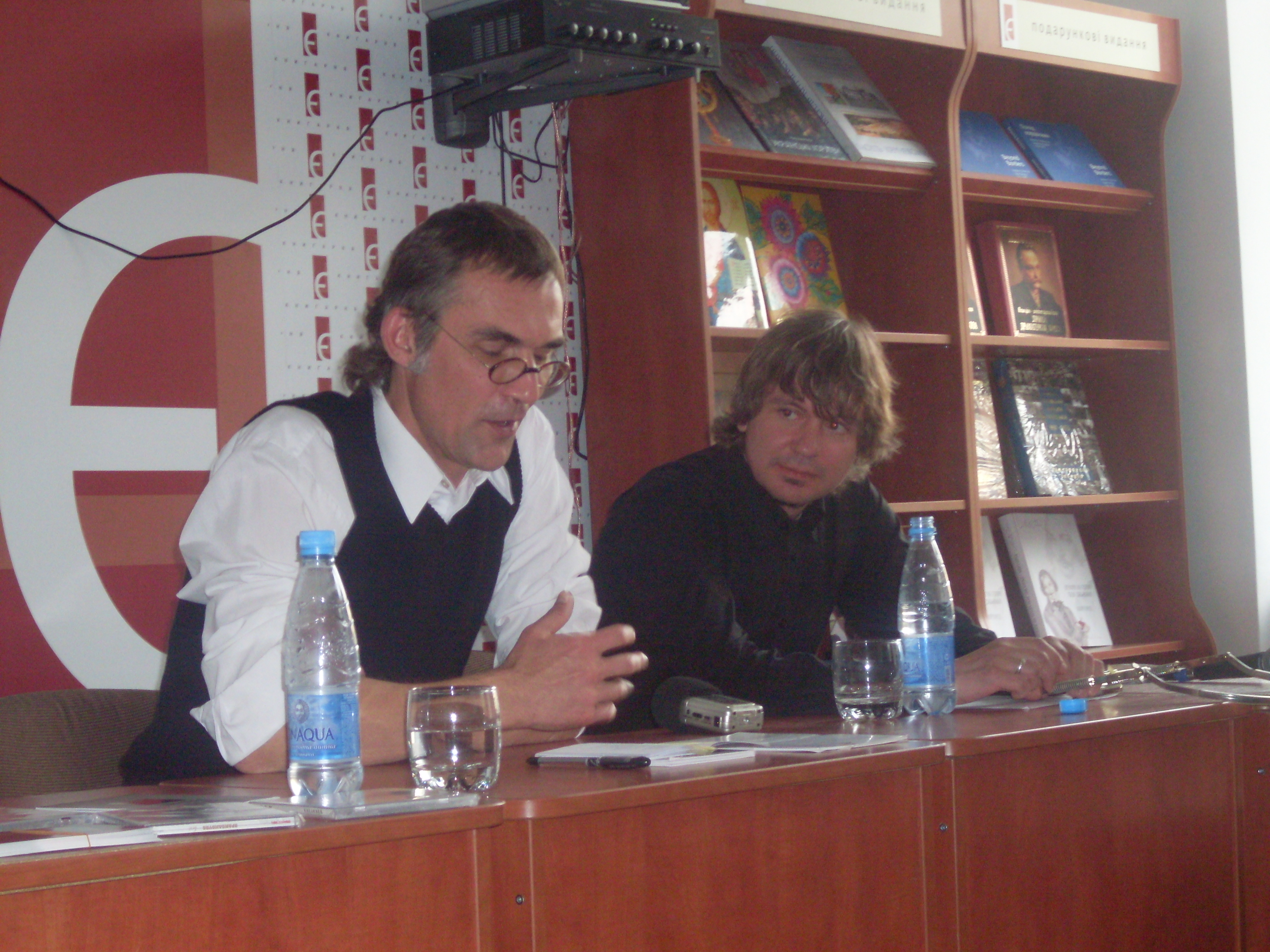
Міхал Анемподистов та Лявон Вольскі у Львові, 2009

Мі́хал Анемподи́стов (біл. Міхал Анемпадыстаў; 16 березня 1964, Мінськ — 24 січня 2018) — білоруський фотограф, поет, перекладач та публіцист.

## Біографія
Навчався у Мінському мистецькому училищі (1979—1983), після чого працював мистецьким редактором у часописі «Бярозка». З 1997 року є членом Білоруського союзу дизайнерів, а з 2009 року — ще й Білоруського пен-клубу. 2006 року визнаний «Людиною року» за версією Інтернет-порталу «Тузін Гітоў».
Міхал Анемподистов є автором ідеї та майже всіх текстів музичного проекту «Народны Альбом», що вийшов 1997 року і був визнаний «альбомом року» (Рок-коронація). Деякі вірші Міхала поклав на музику і виконує гурт «N.R.M.».